# Iglesia de San Hermenegildo (Sevilla)

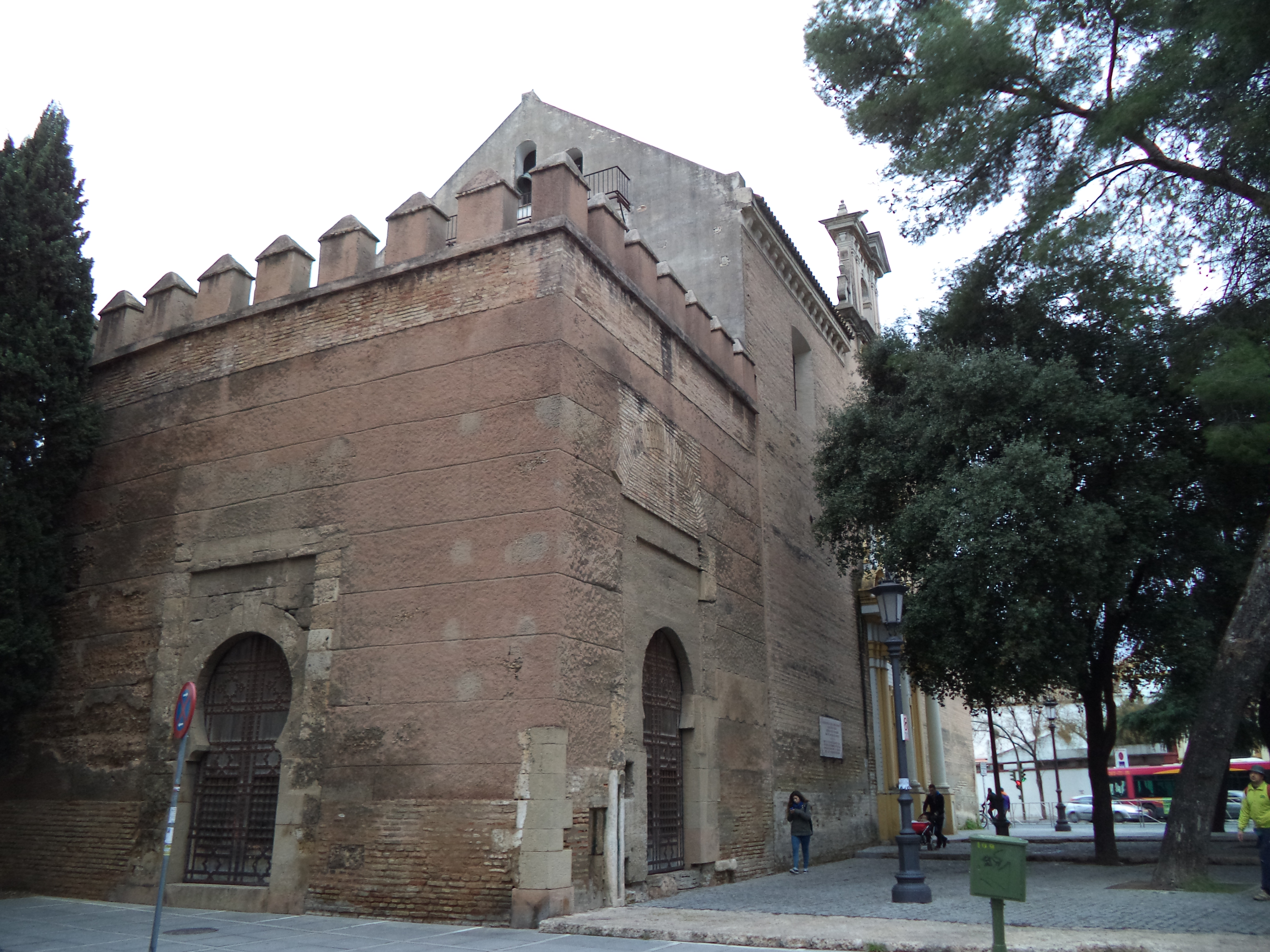
Puerta de Córdoba, junto a la iglesia.

La Iglesia de San Hermenegildo de Sevilla es un templo del siglo XVII en la parte norte de las murallas, junto a la Puerta de Córdoba. En ella se encuentra una estancia donde se dice que San Hermenegildo sufrió prisión.

## Historia
Ya en el siglo XV los cofrades de la Hermandad de San Hermenegildo, para honrar al Santo en su día, organizaban justas en la zona de la muralla que va desde la Puerta de Córdoba a la del Sol, por lo que este lugar pasó a llamarse "de la Justa".
La hermandad no solamente levantó la capilla, sino que erigió un hospital dedicado al Santo Rey, que estuvo en la collación entre la calle San Julián y la calle Azofaifo.
Cuando en 1587 tuvo lugar la reducción de hospitales, el de San Hermenegildo quedó en poder de su hermandad, que creó en él dos casas para alquilarlas. Dada la santidad del sitio, algunos sacerdotes y devotos se instalaron allí para darse a una vida como penitentes o anacoretas. El número de fieles instalados allí aumentó mucho, por lo que el hermano mayor de la hermandad, que entonces era el II duque de Alcalá de los Gazules y alcalde perpetuo de las torres de las murallas de Sevilla, concedió espacio en dichas torres para ampliar las habitaciones. Se cree que la Hermandad de San Hermenegildo estuvo agregada a la Hermandad del Santísimo Sacramento de la Iglesia de San Julián hasta que en 1598 se trasladó a la capilla de San Hermenegildo.
Dadas las dimensiones del proyecto hubo de edificarse una nueva capilla, otorgando el municipio el terreno solicitado por Auto en el año 1606. El promotor de dichos trabajos fue Cristóbal Suárez de Ribera, que sería enterrado a su muerte en dicha iglesia y su retrato sería colgado en ella. Este retrato, obra de Velázquez, hoy se encuentra en el Museo de Bellas Artes de Sevilla. La ampliación de la capilla costó más de 20.000 ducados.
La inauguración tuvo lugar en 1616. El erudito del siglo XIX José Gestoso y Pérez transcribió una placa que se encontraba allí que decía: Declaradas por el Gobierno Supremo de la Nación, propiedad de la Hermandad de S. Hermenegildo su templo y cárceles, se reedificaron año de 1771 siendo administrador de la casa el presbítero Manuel de Sousa y Castro. En la actualidad hay una losa que dice en latín y español: Oh tú cualquiera que pasa venera rendido este lugar consagrado con la sangre del rey Hermenegildo.
En el interior, el retablo mayor en madera de roble posee una talla de San Hermenegildo que se ha estado atribuyendo a Juan Martínez Montañés.